# L’Aubépin
L’Aubépin korábbi község (település) Franciaországban, Jura megyében. 2016. január 1-jén Chazelles és Nanc-lès-Saint-Amour községgel egyesült és Les Trois-Châteaux új község része lett.
Lakosainak száma 161 fő (2018. január 1.). L’Aubépin Montagna-le-Reconduit, Balanod, Saint-Amour, Thoissia és Nanc-lès-Saint-Amour községekkel határos.

## Népesség
A település népességének változása:
| Lakosok száma | 95   | 96   | 119  | 125  | 131  | 135  | 139  | 148  | 149  | 161  |
|               | 1968 | 1975 | 1982 | 1990 | 1999 | 2006 | 2011 | 2015 | 2017 | 2018 |